# وارکی (تقویم)
وارکی (به ژاپنی: 和暦 われき)، سیستم زمانی منحصر به فرد ژاپن است که سال را با نام عصر (گنکو) و تعداد سال‌های بعد از آن بیان می‌کند. همچنین به عنوان تقویم ژاپنی هورکی (horeki) یا تقویم ژاپنی (nipponreki) شناخته می‌شود.
این روش خود به‌طور گسترده در شرق آسیا انجام شده است، اما به دلیل استفاده از نام منحصر به فرد عصر ژاپن، روشی منحصر به فرد در ژاپن است. با تایکا (دوره) آغاز شد که در سال ۶۴۵ پس از میلاد توسط امپراتور کوتوکو در دوره آسوکا تأسیس شد و از آن زمان تا کنون تا قرن پانزدهم مورد استفاده قرار گرفته است.